# ON'O
『ON'O』（オーエヌオー）は、日本の5人組ダンス&ボーカルグループ・ONE N' ONLYの1枚目のスタジオ・アルバム。2020年4月15日にSDRからリリースされた。

## 背景
グループの結成から1年半の活動を経て、2020年4月15日にリリースされた。このアルバムは、ONE N' ONLYの過去、現在、そして未来を象徴する作品として位置付けられており、グループの結束力と音楽的進化を示す重要なマイルストーンとなった。
グループ名の頭文字を取った『ON'O』（オーエヌオー）というタイトルには、メンバーたちの強い意志とアイデンティティが込められている。HAYATOは、「僕らはただ歌って踊るだけじゃなく、社会に対して自分たちが思っていることを曲を通して表現できたらなと考えていて」と述べており、音楽を通じて社会的なメッセージを発信する姿勢がうかがえる。
アルバムのリード曲「Shut Up! BREAKER」は、SNS上での誹謗中傷やいじめといった現代社会の問題に対するメッセージを込めた楽曲である。メンバーのEIKUは、「メッセージ性の強い曲で、しかも僕たちにとって身近なテーマです。僕もこういったつらい経験が多少あるので、そういったことを思い出しながらレコーディングにのぞみました」と語っており、個々の経験が楽曲に反映されている。
また、アルバムには既存のシングル曲に加え、新曲が多数収録されており、グループの音楽的な幅広さと成長が感じられる内容となっている。TETTAは、「普段はどっちかというとメロディアスな曲を歌うのが得意な方なんですけれども、この曲はとてもハードで、なおかつメッセージ性が強い。JUNEさんからも『もっと強く歌いなさい』とアドバイスをいただいて、自分の魂の叫びみたいなものをすべて吐き出すように歌いましたね」と述べている。

## 制作
2019年末にメンバーのKOHKI（林幸輝）が卒業し、6人体制となったONE N' ONLYは、新たなスタートを切るべく、アルバム制作に取り組んだ。この変化を受けて、メンバーたちは「この6人にしか出せない魅力をフルに発揮して、前よりかっこ良くなった、迫力が増したと言われるようにしっかりレベルアップしていきたい」と語っており、個々のスキルアップと結束力の強化に努めた。
アルバムの制作にあたっては、これまでパフォーマーに専念していたNAOYAがラップに参加し、グループ全員がボーカルを担当する新体制が導入された。この変化により、グループの音楽的幅が広がり、より多様な表現が可能となった。NAOYAは、「シングルを3枚出した今、やっと僕たちのやりたいことが固まってきたような気がする。歌って踊るだけじゃなくて、社会的なメッセージも発信することがグループとしての役目じゃないかと思っている」と述べており、音楽を通じて社会的なメッセージを発信する姿勢がうかがえる。

## リリース
アルバムは3形態でリリースされ、各形態には異なる特典や収録内容が用意されている。TYPE-AはCDのみで、既存のシングル曲に加え、新曲を含む全15曲を収録。TYPE-BはCDのみで、TYPE-Aの収録曲に加え、EBiSSHとSBC（さとり少年団）の楽曲を各1曲ずつ追加収録。TYPE-CはCDとBlu-rayの2枚組で、CDはTYPE-Aと同様の収録内容、Blu-rayには2019年11月24日に行われたZepp DiverCityでのライブ映像が収録されている。また、TYPE-Cには全国ツアー「ONE N' ONLY ～Shut Up! BREAKER TOUR 2020～」全5会場でのミート&グリート参加応募券が封入されている。
リリースを記念して、全国フリーライブツアーが開催された。2020年2月29日に東京・ららぽーと立川立飛でスタートし、4月15日のリリース日には東京都内でイベントが行われた。その後、4月18日に兵庫県、4月19日に東京都でファイナルを迎えた。さらに、4月末から5月中旬にかけて全国ツアー「ONE N' ONLY ～Shut Up! BREAKER TOUR 2020～」が開催され、福岡、名古屋、大阪、東京、仙台の5都市で公演が行われた。
しかし、新型コロナウイルス感染症の影響により、対面でのライブ活動が制限される中、メンバーはオンライン配信でのパフォーマンスに活路を見出した。2020年7月26日には、グループ初の無観客オンラインライブを開催し、新曲「Shut Up! BREAKER」や「Beautiful」を初披露した。さらに、9月23日と12月23日にもオンラインライブを開催し、「Breathe」「JUST LIKE ME」「L.O.C.A」など配信限定曲を次々と初公開した。コロナ禍にあっても精力的に新曲発表と発信を続けたONE N' ONLYは、アルバム収録曲「Shut Up! BREAKER」が日本テレビ系音楽番組のオープニングテーマに採用されるなど、メディア露出の面でも存在感を示した。

## ミュージック・ビデオ
リード曲「Shut Up! BREAKER」のミュージックビデオ（MV）は、2020年3月にYouTubeで公開された。このMVは、現代社会における誹謗中傷やSNSでの攻撃に対するメッセージを込めた楽曲の世界観を、映像で力強く表現している。メンバーたちは、暗闇の中での激しいダンスパフォーマンスや、炎や煙を用いた演出を通じて、内面の葛藤や怒りを視覚的に伝えている。
MVの中では、メンバーが鎖で繋がれた状態から解放されるシーンや、閉ざされた空間から外の世界へ飛び出す場面など、自由を求める象徴的な描写が随所に盛り込まれている。また、カメラワークや照明の使い方にも工夫が凝らされており、楽曲の持つエネルギーや緊張感を高めている。特に、サビ部分での一糸乱れぬダンスシーンは、グループのパフォーマンス力の高さを際立たせている。
このMVは、公開直後から国内外のファンから大きな反響を呼び、YouTubeのコメント欄には多言語での称賛の声が寄せられた。また、SNS上でも「Shut Up! BREAKER」のハッシュタグを用いた投稿が多数見られ、楽曲とMVのメッセージ性が多くの人々に共感を与えたことがうかがえる。
さらに、MVの制作過程や撮影の裏側を収めたメイキング映像も公開されている。

## 収録曲
| #         | タイトル                                                | 作詞                 | 作曲                 | 編曲           | 時間  |
| --------- | ------------------------------------------------------- | -------------------- | -------------------- | -------------- | ----- |
| 1.        | 「I'M SWAG」                                            | JUNE                 | JUNE                 | JUNE           | 3:11  |
| 2.        | 「Dark Knight」                                         | JUNE                 | JUNE                 | JUNE           | 3:43  |
| 3.        | 「Breathe」                                             | JUNE                 | JUNE, Ethan Augustin | Ethan Augustin | 4:30  |
| 4.        | 「HOLIDAY」                                             | JUNE                 | JUNE                 | JUNE           | 4:50  |
| 5.        | 「POP! POP!」                                           | JUNE                 | JUNE                 | JUNE           | 3:57  |
| 6.        | 「Beautiful」                                           | IMAIZUMI KEIKO, JUNE | VENDORS              | VENDORS        | 3:17  |
| 7.        | 「Everything's Changing」                               | IMAIZUMI KEIKO, JUNE | Jang YiJeong         | Jang YiJeong   | 3:25  |
| 8.        | 「Don't worry」                                         | IMAIZUMI KEIKO, JUNE | Jang YiJeong         | Jang YiJeong   | 3:29  |
| 9.        | 「Sexy Beach Party Yes!!」                              | JUNE, kyo-hey        | JUNE                 | JUNE           | 4:57  |
| 10.       | 「Category」                                            | JUNE                 | JUNE                 | JUNE           | 4:04  |
| 11.       | 「Shut Up! BREAKER」                                    | JUNE                 | JUNE                 | JUNE           | 3:33  |
| 12.       | 「My Love」                                             | JUNE                 | JUNE, Ryumei odagi   | Ryumei odagi   | 5:35  |
| 13.       | 「もっと大きな愛で包み込むから… (ONE N’ ONLY feat. K)」 | 近藤ひさし, K        | K                    | K              | 4:41  |
| 14.       | 「Destiny (ONE N’ ONLY feat. JUNE)」                    | JUNE                 | JUNE, Ryumei odagi   | Ryumei odagi   | 5:39  |
| 15.       | 「Only One For Me」                                     | JUNE                 | JUNE, Ethan Augustin | Ethan Augustin | 4:39  |
| 合計時間: | 合計時間:                                               | 合計時間:            | 合計時間:            | 合計時間:      | 63:30 |

| #         | タイトル                                                | 作詞                   | 作曲                 | 編曲           | 時間  |
| --------- | ------------------------------------------------------- | ---------------------- | -------------------- | -------------- | ----- |
| 1.        | 「I'M SWAG」                                            | JUNE                   | JUNE                 | JUNE           | 3:11  |
| 2.        | 「Dark Knight」                                         | JUNE                   | JUNE                 | JUNE           | 3:43  |
| 3.        | 「Breathe」                                             | JUNE                   | JUNE, Ethan Augustin | Ethan Augustin | 4:30  |
| 4.        | 「HOLIDAY」                                             | JUNE                   | JUNE                 | JUNE           | 4:50  |
| 5.        | 「POP! POP!」                                           | JUNE                   | JUNE                 | JUNE           | 3:57  |
| 6.        | 「Beautiful」                                           | IMAIZUMI KEIKO, JUNE   | VENDORS              | VENDORS        | 3:17  |
| 7.        | 「Everything's Changing」                               | IMAIZUMI KEIKO, JUNE   | Jang YiJeong         | Jang YiJeong   | 3:25  |
| 8.        | 「Don't worry」                                         | IMAIZUMI KEIKO, JUNE   | Jang YiJeong         | Jang YiJeong   | 3:29  |
| 9.        | 「Sexy Beach Party Yes!!」                              | JUNE, kyo-hey          | JUNE                 | JUNE           | 4:57  |
| 10.       | 「Category」                                            | JUNE                   | JUNE                 | JUNE           | 4:04  |
| 11.       | 「Shut Up! BREAKER」                                    | JUNE                   | JUNE                 | JUNE           | 3:33  |
| 12.       | 「My Love」                                             | JUNE                   | JUNE, Ryumei odagi   | Ryumei odagi   | 5:35  |
| 13.       | 「もっと大きな愛で包み込むから… (ONE N’ ONLY feat. K)」 | 近藤ひさし, K          | K                    | K              | 4:41  |
| 14.       | 「Destiny (ONE N’ ONLY feat. JUNE)」                    | JUNE                   | JUNE, Ryumei odagi   | Ryumei odagi   | 5:39  |
| 15.       | 「Only One For Me」                                     | JUNE                   | JUNE, Ethan Augustin | Ethan Augustin | 4:39  |
| 16.       | 「恋はタイミング」(EBiSSH)                              | TANTARAS               | TANTARAS             | TANTARAS       | 3:03  |
| 17.       | 「夏へダイビング」(SBC)                                 | 近藤ひさし, Diego Shin | 近藤ひさし           | THE-ID(KAZUYA) | 3:55  |
| 合計時間: | 合計時間:                                               | 合計時間:              | 合計時間:            | 合計時間:      | 70:28 |

| #         | タイトル                                                | 作詞                 | 作曲                 | 編曲           | 時間  |
| --------- | ------------------------------------------------------- | -------------------- | -------------------- | -------------- | ----- |
| 1.        | 「I'M SWAG」                                            | JUNE                 | JUNE                 | JUNE           | 3:11  |
| 2.        | 「Dark Knight」                                         | JUNE                 | JUNE                 | JUNE           | 3:43  |
| 3.        | 「Breathe」                                             | JUNE                 | JUNE, Ethan Augustin | Ethan Augustin | 4:30  |
| 4.        | 「HOLIDAY」                                             | JUNE                 | JUNE                 | JUNE           | 4:50  |
| 5.        | 「POP! POP!」                                           | JUNE                 | JUNE                 | JUNE           | 3:57  |
| 6.        | 「Beautiful」                                           | IMAIZUMI KEIKO, JUNE | VENDORS              | VENDORS        | 3:17  |
| 7.        | 「Everything's Changing」                               | IMAIZUMI KEIKO, JUNE | Jang YiJeong         | Jang YiJeong   | 3:25  |
| 8.        | 「Don't worry」                                         | IMAIZUMI KEIKO, JUNE | Jang YiJeong         | Jang YiJeong   | 3:29  |
| 9.        | 「Sexy Beach Party Yes!!」                              | JUNE, kyo-hey        | JUNE                 | JUNE           | 4:57  |
| 10.       | 「Category」                                            | JUNE                 | JUNE                 | JUNE           | 4:04  |
| 11.       | 「Shut Up! BREAKER」                                    | JUNE                 | JUNE                 | JUNE           | 3:33  |
| 12.       | 「My Love」                                             | JUNE                 | JUNE, Ryumei odagi   | Ryumei odagi   | 5:35  |
| 13.       | 「もっと大きな愛で包み込むから… (ONE N’ ONLY feat. K)」 | 近藤ひさし, K        | K                    | K              | 4:41  |
| 14.       | 「Destiny (ONE N’ ONLY feat. JUNE)」                    | JUNE                 | JUNE, Ryumei odagi   | Ryumei odagi   | 5:39  |
| 15.       | 「Only One For Me」                                     | JUNE                 | JUNE, Ethan Augustin | Ethan Augustin | 4:39  |
| 合計時間: | 合計時間:                                               | 合計時間:            | 合計時間:            | 合計時間:      | 63:30 |

| #  | タイトル          | 作詞                 | 作曲         |
| -- | ----------------- | -------------------- | ------------ |
| 1. | 「LA DI DA」      |                      |              |
| 2. | 「Black Hole」    |                      |              |
| 3. | 「Don't worry」   | IMAIZUMI KEIKO, JUNE | Jang YiJeong |
| 4. | 「Dance section」 |                      |              |
| 5. | 「Bla Bla Bla」   |                      |              |